# Bims

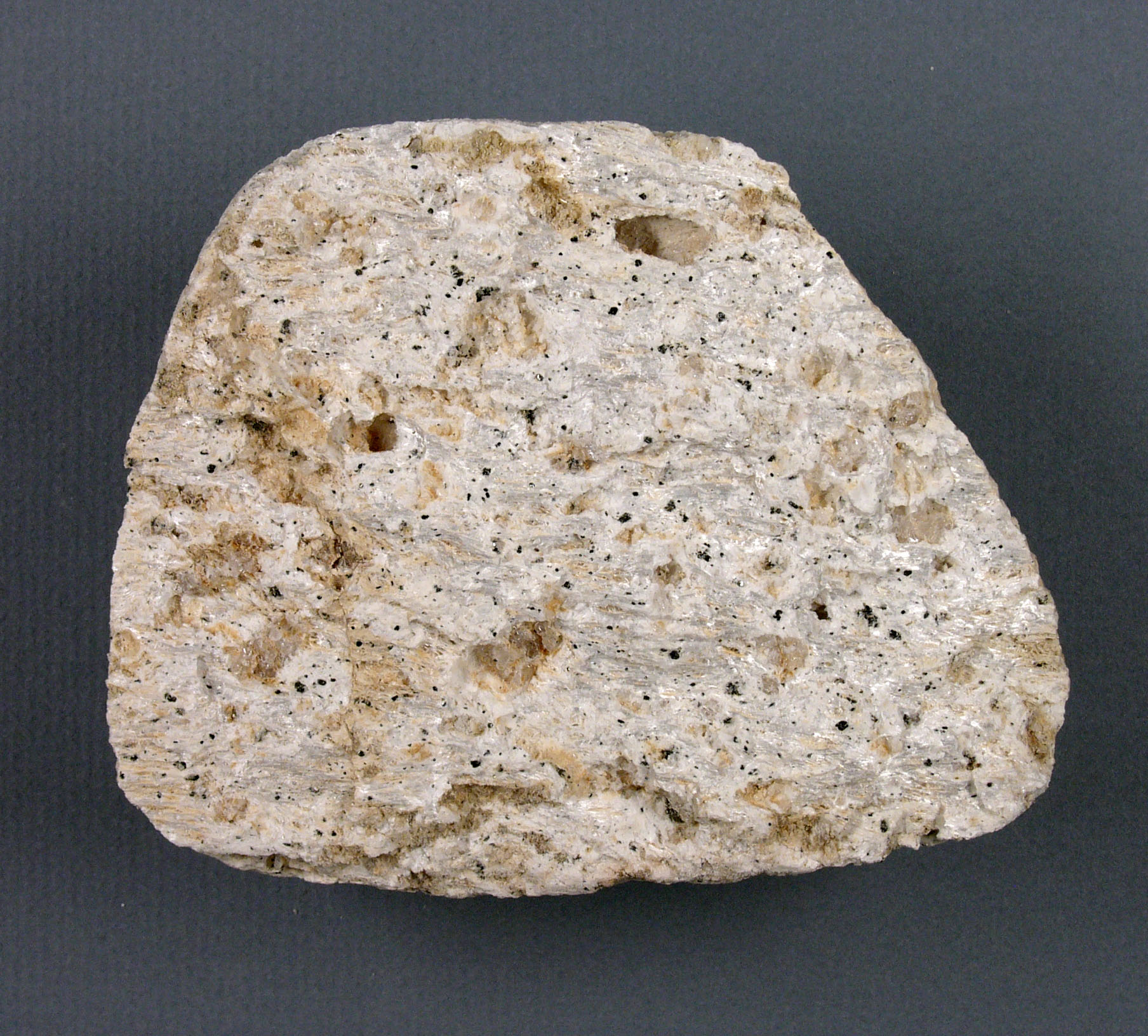
Bims von Kos (Griechenland)

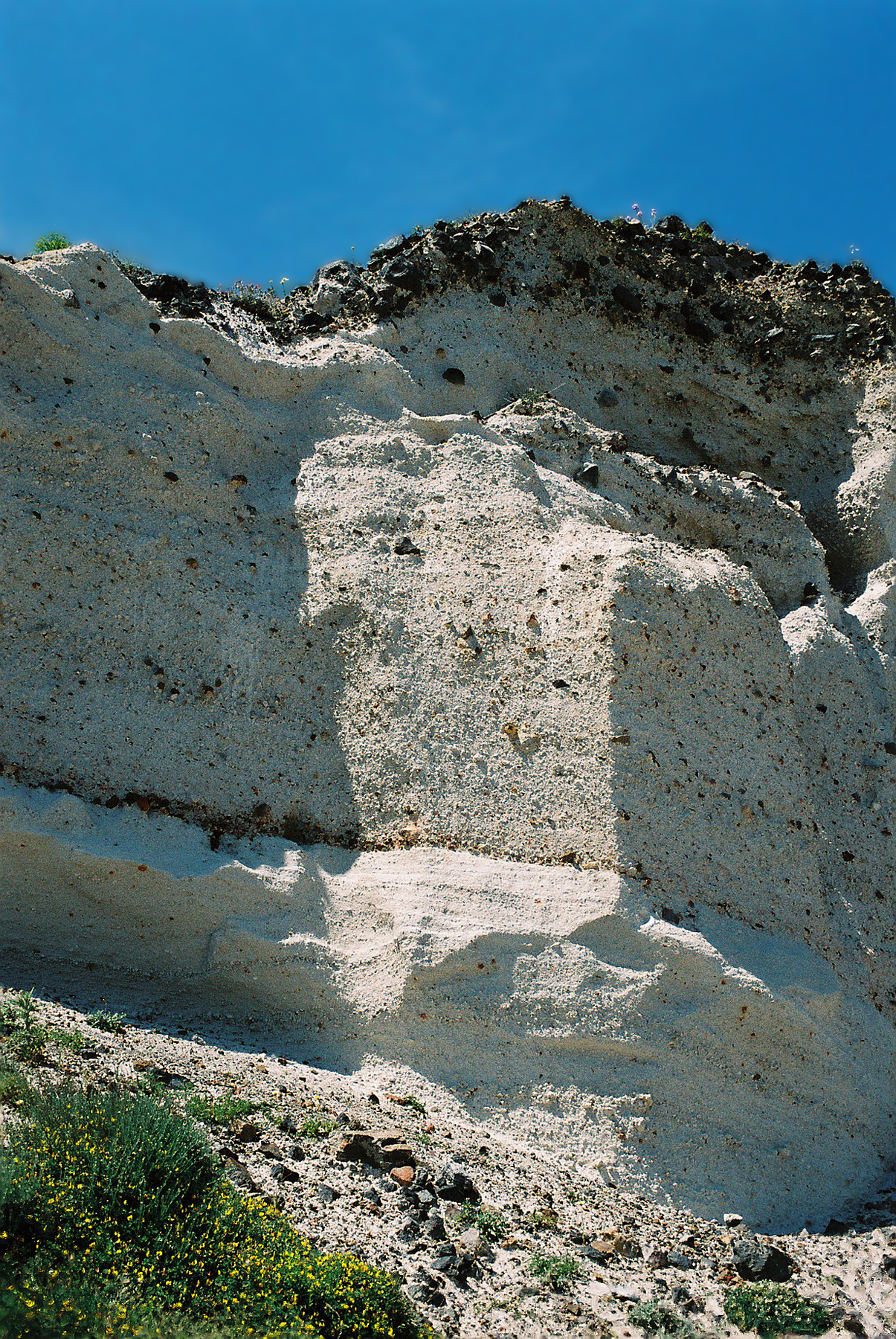
Helle bis weiße Bimsschichten aus erster spätbronzezeitlicher Eruption (1500 v. Chr.) des Ägäis-Vulkans Santorin, Griechenland.

Der Bims, Naturbims oder Bimsstein (über mittelhochdeutsch bimz von althochdeutsch pumiȥ/bumeȥ aus dem lateinischen Wort pumex, Genitiv pumicis), früher auch Reibstein genannt, ist ein poröses (blasig aufgelockertes) glasiges Vulkangestein, das in seiner chemischen Zusammensetzung dem Obsidian entspricht. Seine Dichte ist aufgrund der zahlreichen Poren, die einen wesentlichen Teil des Volumens ausmachen, kleiner als die von Wasser, wodurch Bims im Wasser schwimmt. Die Farbe kann stark variieren: Bims aus basaltischer Lava mit großen Blasen ist nahezu schwarz, mit zunehmendem Luftgehalt und abnehmender Blasengröße wird die Farbe heller, sodass auch nahezu weißer Bims möglich ist (etwa im Norden von Lipari oder auch auf Stromboli), sowie sämtliche Zwischentöne auftreten (etwa Gelb-Grau). Eventuell die Porengrenzen durchdringend können (auch bunte) Einlagerungen wie vulkanisches Glas und Kristalle vorkommen.
Bims gilt im Bauwesen auch als Strukturbegriff für porige Körner aus schlackenähnlichem Ausgangsmaterial. Hüttenbims entsteht durch Aufschäumen der Hochofenschlackenschmelze mit Wasser und Sinterbims durch Sinterung von Waschbergen und anderen Stoffen.

## Entstehung
Naturbims entsteht durch gasreiche vulkanische Eruptionen, bei denen zähflüssige Lava durch Wasserdampf und Kohlenstoffdioxid aufgeschäumt wird. Chemisch unterscheidet sich Bims nicht von anderer Lava (der Chemismus kann ebenso stark wie bei Lava variieren), er ist jedoch deutlich leichter (hat ungefähr ein Drittel der Dichte) und weist aufgrund der durch vulkanische Gase verursachten Poren oft eine deutlich hellere Farbe auf als Lavagestein gleicher Zusammensetzung.

## Vorkommen und Abbau

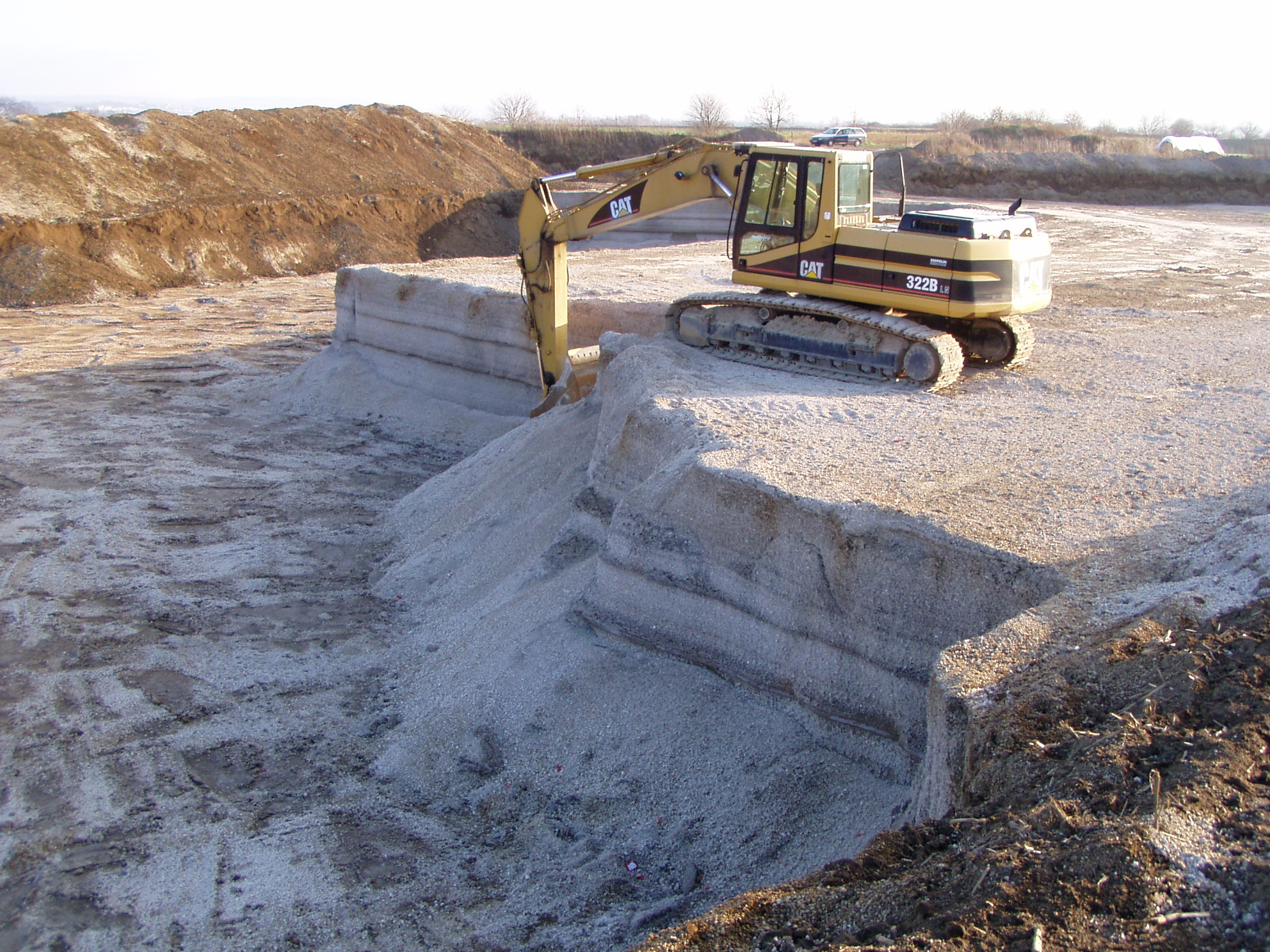
Abbau von Bims im Gladbacher Feld, Neuwied, Rheinland-Pfalz, Deutschland – die bedeckende Bodenschicht wurde schon entfernt

Bims wird in Deutschland im Gebiet des Laacher Sees und in der Nähe von Neuwied abgebaut. Im Neuwieder Becken, zwischen der Eifel und dem Rhein bei Koblenz, lagert er unter dicken Lössschichten. Zum Abbau wird der Löss auf den meist ackerbaulich genutzten Flächen beiseitegeschoben, der Bims im Tagebau gefördert und danach die Fläche wieder mit dem Lössboden rekultiviert. Daher ist der Abbau von Bims umweltverträglicher als der von Mineralien, für deren Abbau in Biotope eingegriffen wird. Vorkommen gibt es weltweit in Bereichen ehemaliger großer Vulkane, z. B. in Neuseeland, rings um den verbliebenen See des Vulkans Taupō.
2020 wurden weltweit ca. 15,4 Millionen Tonnen Bims abgebaut. Die drei größten Abbauländer waren die Türkei, Griechenland und Uganda. Die weltweiten Bims-Ressourcen sind groß und über alle Kontinente verteilt. Die weltweiten Abbaumengen können der Tabelle (rechts) entnommen werden.
| Land               | Abbaumenge in t | Abbaumenge in t |
| Land               | 2019            | 2020            |
| ------------------ | --------------- | --------------- |
| Algerien           | 900.000         | 900.000         |
| Äthiopien          | 2.400.000       | 510.000         |
| Chile              | 800.000         | 680.000         |
| Ecuador            | 800.000         | 800.000         |
| Frankreich         | 280.000         | 280.000         |
| Griechenland       | 1.020.000       | 1.020.000       |
| Guadeloupe         | 200.000         | 200.000         |
| Guatemala          | 570.000         | 570.000         |
| Indonesien         | 200.000         | 200.000         |
| Jordanien          | 900.000         | 900.000         |
| Kamerun            | 300.000         | 300.000         |
| Neuseeland         | 220.000         | 220.000         |
| Saudi-Arabien      | 560.000         | 560.000         |
| Spanien            | 200.000         | 290.000         |
| Syrien             | 200.000         | 200.000         |
| Tansania           | 263.000         | 260.000         |
| Türkei             | 7.800.000       | 5.400.000       |
| Uganda             | 880.000         | 960.000         |
| Vereinigte Staaten | 565.000         | 578.000         |
| Andere Länder      | 640.000         | 570.000         |
| Summe              | 19.700.000      | 15.400.000      |

Bimsstein kann durch eher stete Land-Erosion ins Meer gelangen, aber auch durch akute vulkanische Eruption. Der besonders große Ausbruch des Tambora auf Indonesien warf 1815 soviel Bims ins Meer, dass noch Jahre später Schiffe auf schwimmende Bimssteinflöße stießen. Im August 2012 wurde im Südpazifik zwischen Neuseeland und Tonga auf einer Meeresfläche von 463 × 55 km treibender heller Bimsstein gesichtet, der dem Unterwasservulkan Monowai als Quelle zugeschrieben wird.
Im August 2019 haben die Katamaran-Segler Michael Hoult und Larissa Brill einen Bimssteinteppich mit 150 km2 Fläche entdeckt und Proben der 1–25 cm Durchmesser messenden Brocken gezogen. Satellitenbilder der NASA zeigen, dass zuvor ein Unterwasservulkan vor dem Inselstaat Tonga am 7. August ausgebrochen war. Der Geologe Scott Bryan von der Queensland University of Technology (QUT) erwartet, dass Mikro- und kleine Organismen das porige Gestein besiedeln werden. Der Teppich hat sich Ende August bereits in zwei Areale und schlaufenförmige Ausläufer geteilt und wird von Meeresströmungen, Wellengang und Wind 10–30 km Strecke pro Tag auf Fidschi zugetrieben. Sollte der Bims wie erwartet in 7–12 Monaten das Great Barrier Reef vor Australien erreichen, könnte er dort das Riff um junge Korallen bereichern, jedoch auch invasive Arten liefern. Teppiche dieser Art treten in dieser Region etwa alle 5 Jahre auf.

## Verwendung

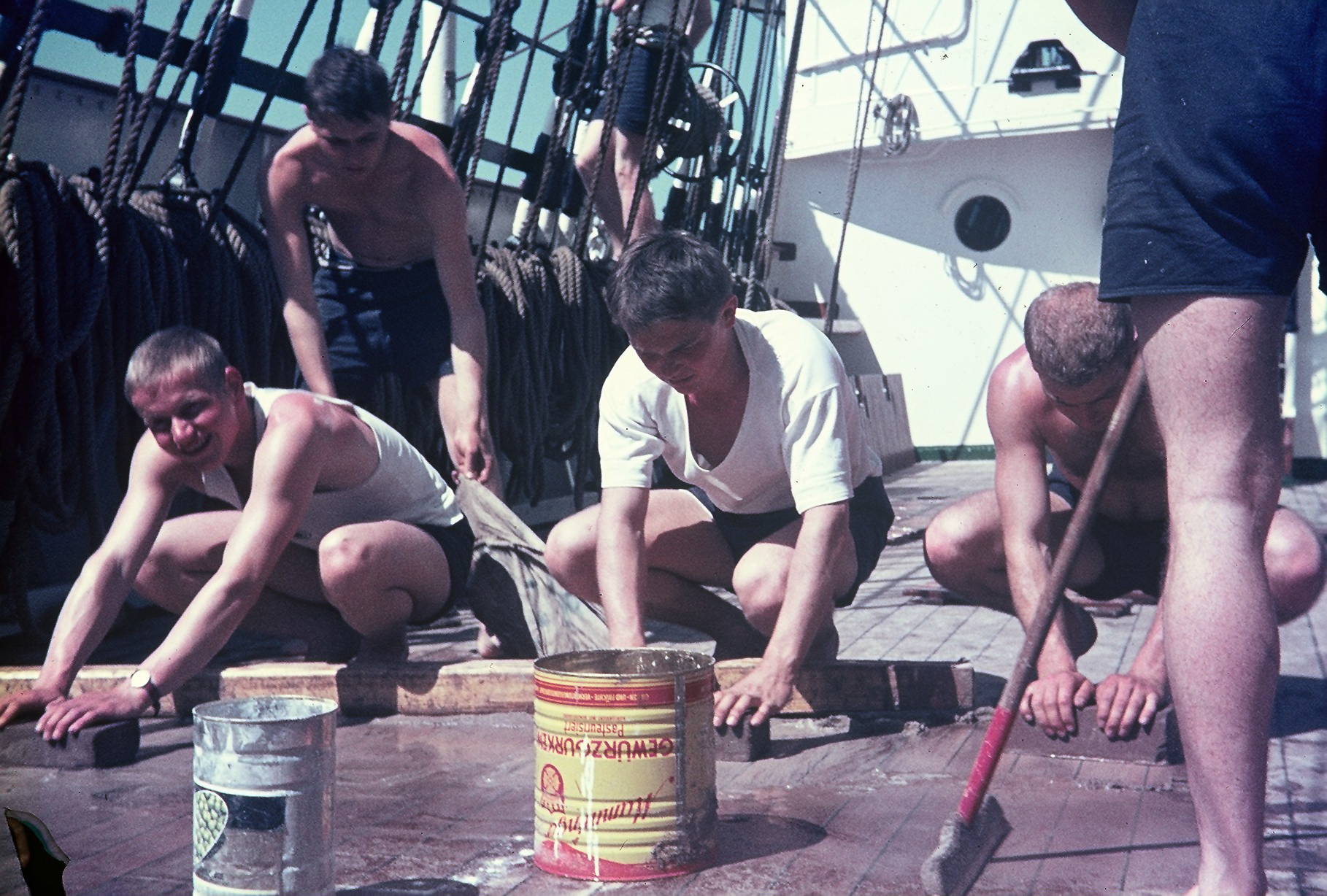
Deckschrubben mit Scheuersand und Bimssteinen auf der Gorch Fock (1968)

- Herstellung von Leichtbetonsteinen und Schwemmstein[8]
- als Schüttdämmstoff[8]
- für Putze, Mörtel und Leichtestriche[8]
- Grund- oder Zuschlagstoff für gärtnerische Substrate und zur Verbesserung von Böden (verbessert das Porengefüge und damit die Durchlüftung, Wasserspeicherfähigkeit und Durchwurzelbarkeit)[8]
- Substrat bei Dachbegrünung (hohe Wasserspeicherfähigkeit, Halt für Wurzeln)
- gemahlen als Schleifmittel für Holz, Leder und Gesteine[9]
- zur Vorpolitur von Kunststoffarbeiten (etwa Voll- und Teilprothesen), etwa in der Dentaltechnik[8]
- zum Abreiben und Schleifen („Abbimsen“[10]) von Holzoberflächen für die nachträgliche Schellackpolitur[11]
- Bims wird bei der Jeansherstellung benutzt, um den „stone-washed“-Effekt zu erzeugen.[8]
- Synthetische Bimssteine werden für die Fußpflege und zum Abschleifen überschüssiger Hornhaut verwendet.[8]
- Bims wird in unterschiedlichen Körnungen, z. B. 0,6 bis 1,6 mm, als Filtermaterial in der Wasseraufbereitung eingesetzt.[8]
- Bimsmehl vermischt mit Gesso ergibt einen griffigen Malgrund für Aquarell- und Pastellmalerei.[12]
- Bimsstein wird zur Entfernung von Urinstein bei Keramiktoiletten genutzt.[13]

Auf Bimssteinen werden Korallen gezüchtet. Dazu hängt man Bimssteinblöcke monatelang über ein Korallenriff (beispielsweise bei Tagaqe auf Fidschi), sodass Seetang und wirbellose Tiere des Riffs darauf Kolonien errichten.

## Geschichte
Stark ausgeprägt war die Nutzung von Bims seit frühester Zeit in Kreta, wo das Meer ständig Bimssteine von den vulkanischen Nachbarinseln, seit der zweiten Hälfte des 16. Jahrhunderts v. Chr. vor allem von Santorin her anschwemmt. Paul Faure berichtet, dass 15 Verwendungsarten existierten. Die Küstenbewohner sammelten unter anderem die angeschwemmten Bimssteine als Baumaterial, Reinigungsmittel, Entfetter in der Töpferei, als Heilmittel bei Geschwüren und Trunkenheit und um die Gärung aufzuhalten. In kleinen Schälchen wurde er auch den Göttern geopfert, so den Göttern des Hafens Nirou Chani, denen von Arkalochori im Bereich der großen Kulthöhle des Ortes und den Göttern von Stadt und Hafen Kydonia. Den grauen Bims betrachteten die Kreter als männlich, den weißen als weiblich.
In der Antike wurde der Bimsstein zur Körperpflege, zur Behandlung von Kranken, zum Schärfen der Schreibfeder und zum Glätten von Pergament-Leder für Bücher verwendet. In Spanien und Asien wurden Ziegel für den Hausbau aus bimssteinhaltiger Tonmasse hergestellt.
In der Vorrede zur Kritik der praktischen Vernunft verwendet Kant den lateinischen Ausdruck „ex pumice aquam“, was so viel heißt wie: „Aus Bimsstein Wasser pressen“, was er denjenigen vorwirft, die aus Erfahrungssätzen Notwendigkeitsurteile pressen wollen.
Um die Mitte des 19. Jahrhunderts begann im Neuwieder Becken die industrielle Herstellung von Schwemmsteinen aus Bims. Deren Geschichte dokumentiert seit 2014 das Deutsche Bimsmuseum in Kaltenengers bei Koblenz.

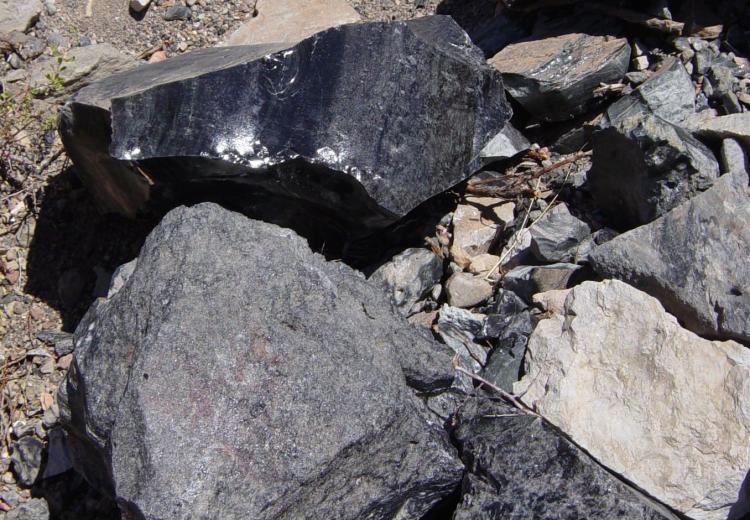
Obsidian (glänzend), Rhyolith (mattgrau im Vordergrund) und Bims (heller, rechts)
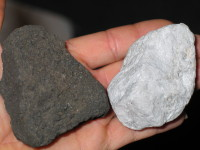
Verschiedenfarbiger Bims
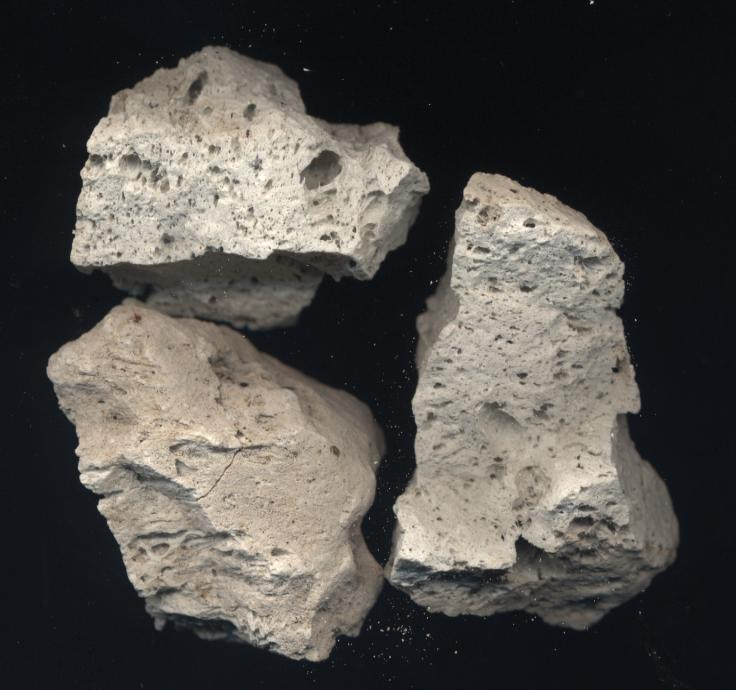
In der Nahansicht ist die schwammartige Porenstruktur des Bims gut zu erkennen